# Michalis Kapsis
Michalis Kapsis (Pireu, 18 de outubro de 1984) é um futebolista grego já retirado, que terminou a sua carreira como zagueiro do Ethnikos Piraeus. Foi campeão europeu de seleções no Euro 2004 em Portugal.
É Filho de Anthimos Kapsis, lendário libero do Panathinaikos.

## Conquistas
Copa da Grécia: 3
AEK Atenas: 2000, 2002
Olympiakos: 2006
Campeonato Grego: 1
Olympiakos: 2006
Campeonato Cipriota de Futebol: 1
APOEL: 2007
Copa de Chipre: 1
APOEL: 2008
Campeonato Europeu de Seleções: 1
Seleção Grega de Futebol: 2004